# Batalla del cabo Chuvash
La batalla del cabo Chuvash (del ruso: Бой на Чувашевом мысу) tuvo lugar el 23 de octubre (4 de noviembre) de 1582 en el cabo Chuvash, junto a la ciudad de Qashliq (Isker), capital del kanato de Siberia, entre la expedición cosaca liderada por Yermak Timoféyevich y los tártaros de Siberia bajo el mando de Kuchum. La batalla terminó con la victoria de los expedicionarios y condujo en muchos aspectos al fin del kanato.

## Contexto
Con el zar Iván IV el Terrible, el zarato ruso extendía sus posesiones. Las campañas contra la Mancomunidad de Polonia-Lituania y Suecia no habían sido exitosas, por lo que el zar quería resarcirse en el este. Tras la conquista de Kazán, los príncipes nogayos le habían invitado a tomar Astracán. En 1555 le llegó una embajada con la petición del príncipe siberiano Yediguer de que le aceptara bajo la ciudadanía rusa.
Al mismo tiempo, las incursiones de los tártaros en las tierras fronterizas rusas cerca de Perm eran constantes. Los señores locales, los hermanos Stróganov, que habían recibido del zar la carta de población de estas tierras vacías y exploraban los depósitos minerales de los Urales, se han dirigido con una petición de castigo a los siberianos a los cosacos, cuyos grupos aumentaban en las periferias del estado, empleando a un grupo de 540.
El 1 de septiembre de 1582 la expedición de Yermak Timoféyevich partió hacia Siberia. Un poco más tarde se les agregó un grupo de 300 personas. Además de cosacos, integraban el grupo mercenarios alemanes, en su mayoría soldados veteranos de la guerra de Livonia. Por lo tanto eran en total menos de mil personas. Los Stróganov aportaron un salario, víveres, ropa, traductores, y una gran partida de armas de fuego (cañón de mano).
Las fortificaciones de la capital de Kuchum, Isker, estaban fuertemente deterioradas y resultaban inútiles para resistir un asedio. Los terraplenes de tierra que rodeaban la ciudad se desmoronaban y las murallas, de madera, se habían podrido. El ejército de Kuchum no podía contar con ellas y por eso han decidido enfrentarse en campo abierto, junto a los montes del cabo Chuvash. El kan Kuchum colocó a sus mejores tropas tras los abatís y distribuyó algunos cañones que, sin embargo, no dispararían en la batalla por una probable escasez de pólvora.
Se cree que los tártaros decidieron esperar el ataque de Yermak tras los troncos para defenderse de las balas de los cosacos, y habiendo permitido a Yermak que se acercara, decidir la batalla en el cuerpo a cuerpo, usando su considerable superioridad numérica.

## Batalla

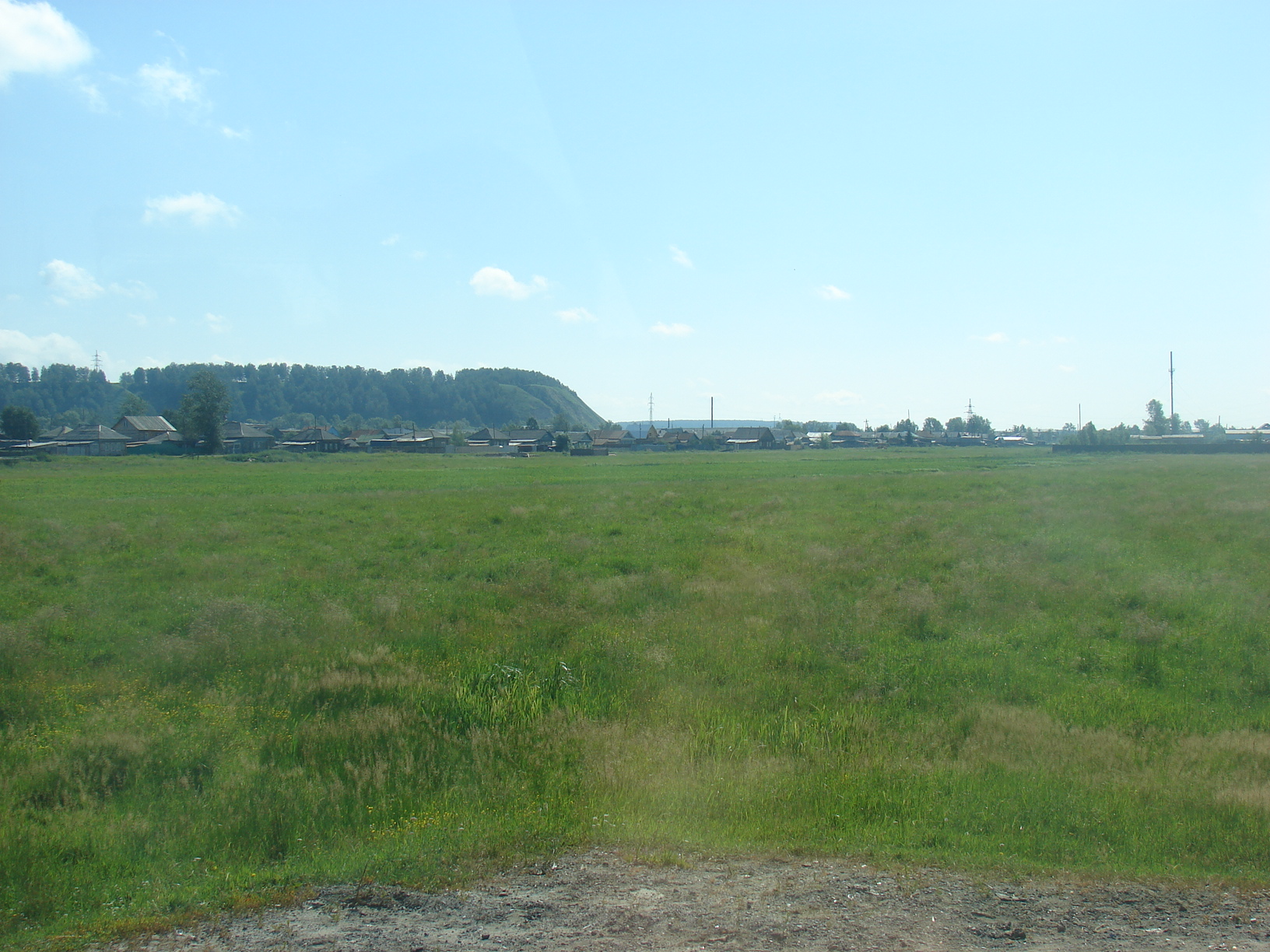
El cabo Chuvash, hoy.

Los cosacos se acercaron a la orilla, iniciando el desembarco mientras disparaban contra los siberianos. Los tártaros comenzaron a responder con sus arcos para alejar a los cosacos hacia las barcazas. Pese al continuo fuego de los cañones cosacos, los tártaros no fueron muy afectados al refugiarse tras los abatís. 
Mametqul, comandante en jefe del ejército tártaro, dio la orden de atacar a los cosacos. Tan pronto como las tropas del kanato comenzaron a acercárseles, los cosacos se distribuyeron en una formación cuadrada, protegiendo en medio a los tiradores de cañón de mano. Los janti y los mansi (ostiakos y vogules, principalmente cazadores), que ocupaban las primeras filas del ejército de Mametqul, nunca habían participado en combates con presencia de armas de fuego, de modo que tras los primeros disparos se han desconcertado y comenzaron a huir de la batalla.
Los tártaros, a pesar del pánico en su vanguardia, comenzaron su avance y corrieron hasta las filas cosacas. Tratando de deshacer la formación de las filas de Yermak, llegaron hasta ellas y comenzaron el combate cuerpo a cuerpo. Sin embargo, la superioridad de cosacos y mercenarios alemanes en táctica y armamento se hizo patente. Los cosacos continuaron abriendo fuego causando grandes bajas a los siberianos, entre los que ha comenzado a extenderse el pánico. Mametqul tomó la decisión de reunir a los restos de la caballería para atacar y romper con ella al frente cosaco. Sin embargo fue alcanzado por una bala perdida y derribado de su montura. Los ulanos tártaros consiguieron impedir su captura y lo trasladaron fuera del escenario de la batalla en una barcaza.
Al ser herido su comandante, el caos se ha extendido entre el ejército siberiano, que comenzó a desbandarse. El propio kan Kuchum que observaba el desarrollo de la batalla desde los montes, abandonó la capital de Isker. El grupo de Yermak desestimó el perseguir a los tártaros, posiblemente por su debilidad numérica y el temor a una emboscada, yendo a refugiarse por la noche a la localidad de Atik-Murza, que habían establecido previamente como base de operaciones.

## Consecuencias

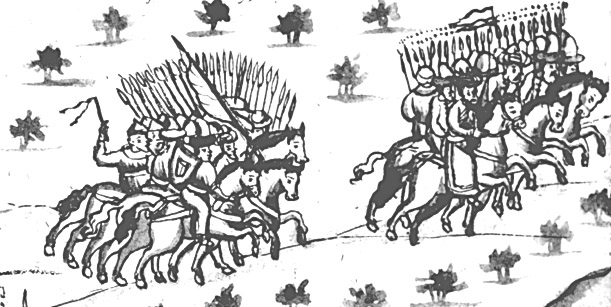
Huida de Kuchum de la ciudad de Kashlyk, ilustración de la Crónica Kungur.

Tras la derrota, Kuchum y sus hombres escaparon hacia la estepa de Baraba, donde la mayoría de lugareños rechazaron seguirle y sus aliados, los príncipes ostiakos le abandonaron. El 26 de octubre de 1582, las tropas de Yermak entraron en Isker. La ciudad se despoblaría tras la batalla (fue brevemente repoblada entre 1584 y 1586). Tras la batalla, el kanato de Sibir se desintegró por completo y la mayor parte de su territorio fue anexado al zarato de Moscú.
La victoria de Yermak abrió la puerta de las oportunidades a los comerciantes, industriales e investigadores que desde entonces condujeron la difusión del poder ruso en Siberia.
La conquista rusa de Siberia guarda algunos paralelismos con la conquista española de las Américas: fueron llevadas a cabo más por iniciativa de individuos (como los conquistadores) que por la de los estados, y los siberianos, así como los nativos americanos no usaban armas de fuego.